# Суд над Ніколае і Єленою Чаушеску
Суд над Ніколае і Єленою Чаушеску 25 грудня 1989 року — епізод Румунської революції. Перед швидко скликаним військовим трибуналом за звинуваченням у скоєнні ряду злочинів проти свого народу і держави постали колишній генеральний секретар ЦК РКП Ніколае Чаушеску і його дружина Єлена.

## Хід подій
18 грудня 1989 року в румунських містах почалися масові заворушення. 22 грудня Чаушеску з дружиною, зрозумівши, що збройними силами та правоохоронними органами зупинити їх не вдасться, втекли з Бухареста на вертольоті, але в той же день були заарештовані в місті Тирговіште. Подружжя Чаушеску було доставлене в бронетранспортері на територію однієї з місцевих військових частин.

## Суд
Ніколае і Єлені Чаушеску було пред'явлено звинувачення в наступних статтях Кримінального Кодексу СРР:
- стаття 145 (руйнування національної економіки)
- стаття 163 (збройний виступ проти народу і держави)
- стаття 165 (руйнування державних інституцій)
- стаття 356 (геноцид)[1]

Суд був призначений на 25 грудня. Обвинувачені були доставлені в штаб військового гарнізону в Тирговіште (військові частини UM 01378 і UM 0147).
Склад військового трибуналу:
голова (Preşedinte) — Джике Попа, полковник юстиції, заступник голови військового трибуналу Бухарестського військового гарнізону (у подальшому генерал-майор юстиції);
член трибуналу — суддя (Judecător) — Іоан Ністор, полковник юстиції;
народні засідателі (Asesori Populari) — Корнеліу Сореску, капітан; Даніель Кондря, старший лейтенант; Іон Замфір, лейтенант;
секретар трибуналу (Grefier) — Ян Тенасе.
Державний обвинувач — військовий прокурор (Procuror militar) Дано Войня, майор юстиції.
Захисники — Ніколае Теодореску і Костянтин Луческу.
Голову трибуналу призначив особисто міністр оборони, генерал Віктор Стенкулеску. Попа дізнався, що йому належить звинувачувати Чаушеску, лише незадовго до початку суду.
Суд проходив протягом двох годин. За спогадами очевидців, він проходив «зі сперечаннями між обвинувачем і підсудним майже на рівні лайки й пасажами типу „Єлена Чаушеску, у тебе все в порядку з головою?“». Чаушеску намагався виправдовуватися, заявляв, що він нагодував румунів, забезпечив їх житлом і роботою, і взагалі зробив Соціалістичну Республіку Румунію предметом заздрості всього світу. На питання обвинувачів подружжя практично не відповідало, заявило лише, що вони жили в звичайній квартирі, не маючи рахунків за кордоном, зокрема, в Швейцарії, але разом з тим відмовилися підписати документ про згоду на переказ будь-яких грошей, які могли б бути там виявленими, на користь держави. Також Ніколае і Єлена Чаушеску відмовилися визнати себе душевнохворими, хоча Попа пропонував їм це. Суд повністю знімали на кіноплівку, але таким чином, щоб обвинувач і судді не фігурували в кадрі, також велася стенограма.
По завершенню слухань був проголошений вирок — Ніколае і Єлена Чаушеску були визнані винними за всіма пунктами звинувачення і засуджені до вищої міри покарання — смертної кари через розстріл з конфіскацією всього належного їм майна.
Дорін-Маріан Чірлан, один з солдатів, які брали участь у страті, згодом сказав, що трибунал пройшов з порушеннями і був від початку до кінця постановочним. Зокрема, на його думку, адвокати, виділені Чаушеску, були схожі скоріше на обвинувачів, а не захисників.

## Страта
Згідно з рішенням суду, на оскарження вироку Чаушеску відводилося десять днів, але разом з цим, внаслідок побоювань, що «Секурітате» відіб'є його, було вирішено привести вирок у виконання негайно. Приблизно о 14:50 обох Чаушеску вивели у двір казарми. За спогадами очевидців, зовні вони вели себе спокійно. Єлена Чаушеску запитала у солдатів: «За що ви нас розстрілюєте? Адже я була вам матір'ю», на що отримала відповідь: «Та що ти за мати, якщо вбивала наших матерів!». На цей процес військових привезли прямо з їхньої військової частини. Усі вони зголосилися добровольцями. Учасників страти особисто вибрав генерал Станкулеску, були відібрані три бійці: капітан Іонель Боєру (проведений в підполковники після завершення революції), старшина Дорін Кирлан і старший сержант Октавіан Ґеорґіу.
Подружжя Чаушеску було поставлене до стінки солдатської вбиральні і розстріляне. Останніми словами Ніколае Чаушеску були «Я не заслуговую...». Тіла добу пролежали на футбольному стадіоні «Стяуа», а потім були поховані в могилі на бухарестському кладовищі Ґенча. Сцена страти знімалася на відео, 28 грудня її показали на румунському телебаченні.

## Міжнародна і внутрішня реакція. Подальші події
Міжнародна спільнота, що перебувала в ейфорії від хвилі «оксамитових революцій» 1989 року, була розчарована швидкоплинністю процесу над Чаушеску. Вона чекала масштабного судового процесу над комуністичним диктатором. Незабаром у світі почали циркулювати чутки про те, що подружжя Чаушеску було вбите без всякого суду, а процес над ним — фальсифікація. Американські експерти стверджували на підставі посмертних фотографій Чаушеску, що вони могли бути вбиті до передбачуваної дати суду. Французькі експерти прийшли до висновку, що ряд кадрів відеозапису страти підроблений. 1 березня 1990 року державний обвинувач на суді генерал-майор Джику Попа застрелився у власному кабінеті.
Спадкоємці Чаушеску — його зять і син — зареєстрували «марку Чаушеску», а також спробували заборонити виставу «Останні дні Чаушеску», що йде в румунських театрах. Також їм вдалося відсудити у держави колекцію картин і скульптур, конфіскованих за рішенням трибуналу у Чаушеску.
У липні 2010 року було прийнято рішення про ексгумацію тіл Ніколае і Єлени Чаушеску у зв'язку з сумнівами в правдивості їхніх останків. Через деякий час було підтверджено, що ті, хто був похований під іменами полковника Еначе і полковника Петреску, насправді — страчені Ніколае і Єлена Чаушеску.
У грудні 2010 року голова румунської асоціації революціонерів Теодор Маріеш представив загальній увазі декрет, підписаний колишнім президентом Румунії Йоном Ілієску, який взяв у свої руки владу після повалення Чаушеску, згідно з яким останньому зберігають життя, замінюючи смертну кару на довічне позбавлення волі. Маріеш впевнений в правдивості документа і збирається довести це через експертизу. Також він упевнений, що Ілієску підписав указ в обмін на наказ Чаушеску про припинення опору співробітників «Секурітате». Сам же Ілієску оголосив документ підробкою.